# Gruppo italiano scrittori di montagna
Der Gruppo italiano scrittori di montagna (GISM) ist eine kulturelle Organisation von Schriftstellern und weiteren Personen, die sich in ihrem Leben und Werk neben anderem auch dem Alpinismus widmeten.
Der Kulturverein, der mit vollem Namen «Gruppo italiano scrittori di montagna – Accademia di arte e cultura alpina» heißt, wurde im Jahr 1929 in Turin vom Arzt Agostino Ferrari und vom Juristen Adolfo Balliano zusammen mit einigen Bergsteigern und Intellektuellen gegründet. Kurz zuvor war der Club Alpino Italiano (CAI) in die faschistisch ausgerichtete Sportbewegung Italiens Comitato Olimpico Nazionale Italiano integriert worden, und mit dem neu gegründeten Verein wollten die Initianten einen Treffpunkt für politisch unabhängige und kulturell engagierte Bergsteiger schaffen. Sie wollten den Alpinismus nicht als eine Sportart neben andern sehen, sondern eine ganzheitliche Sicht bewahren, zu der etwa auch die Begeisterung für die Bergwelt als Lebensraum für Natur und Mensch gehören. Über die rein technischen Aspekte hinaus seien auch ethische Richtlinien wie etwa der Respekt vor der Bergwelt zu beachten. Zum Vereinszweck zählten denn auch der Naturschutz und die Unterstützung alpiner Gemeinschaften.
Zu den Mitgliedern der Gruppe gehörten neben vielen andern der Schriftsteller und Fotograf Guido Rey, der französische Reiseschriftsteller Paul Guiton, Herzog Luigi Amedeo di Savoia-Aosta, der Direktor des Alpinen Museums von Turin Attilio Viriglio, der Jurist und Übersetzer Camillo Giussani (dem die Schutzhütte Rifugio Camillo Giussani  in den Dolomiten gewidmet ist), der CAI-Redaktor Giovanni Bertoglio, Graf Carlo Toesca di Castellazzo, der Schriftsteller Salvator Gotta, der Geistliche und Alpenbotaniker aus dem Aostatal Joseph-Marie Henry, der Mailänder Dichter und Sprachwissenschaftler Giovanni Bertacchi, der Tessiner Journalist Aurelio Garobbio, der Alpinist Giuseppe Lampugnani (an den das Bivacco Giuseppe Lampugnani am Mont Blanc erinnert), der Schriftsteller und Redaktor Dino Buzzati, die Alpinistin Bianca Di Beaco aus Triest sowie der Alpinist und Schriftsteller aus Trient Cesare Maestri.
Dem Kulturverein, der seinen Sitz in Mailand hat, standen unter anderem die bekannten Bergschriftsteller Salvator Gotta, Giulio Bedeschi und Spiro Dalla Porta Xydias als Präsidenten vor.